# Katarzyna Górniak (pływaczka)
Katarzyna Górniak (ur. 2 stycznia 1995 w Gliwicach) – polska pływaczka specjalizująca się głównie w stylu grzbietowym oraz w stylu dowolnym. Brązowa medalistka mistrzostw Europy juniorów na 50 m stylem grzbietowym. Wielokrotna medalistka mistrzostw Polski juniorów (14, 15, 16, 17-18 lat) oraz seniorów i młodzieżowców (2010-2017). Rekordzistka Polski 16-latków.
Katarzyna Górniak reprezentowała SIKRET Gliwice (do 2009), UKP Unia Oświęcim (2009-2014), AZS AGH Kraków (2014-2016), UKP GRYF Dębica. (od 2016).